# Darstein (Waffenbrunn)
Darstein ist ein Gemeindeteil von Waffenbrunn im Landkreis Cham, Regierungsbezirk Oberpfalz im Freistaat Bayern.

## Geografie

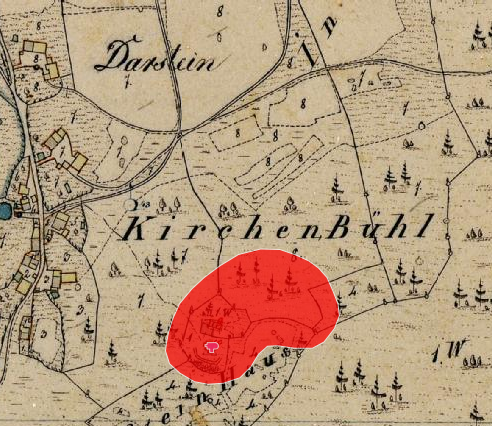
Burgstall Darstein

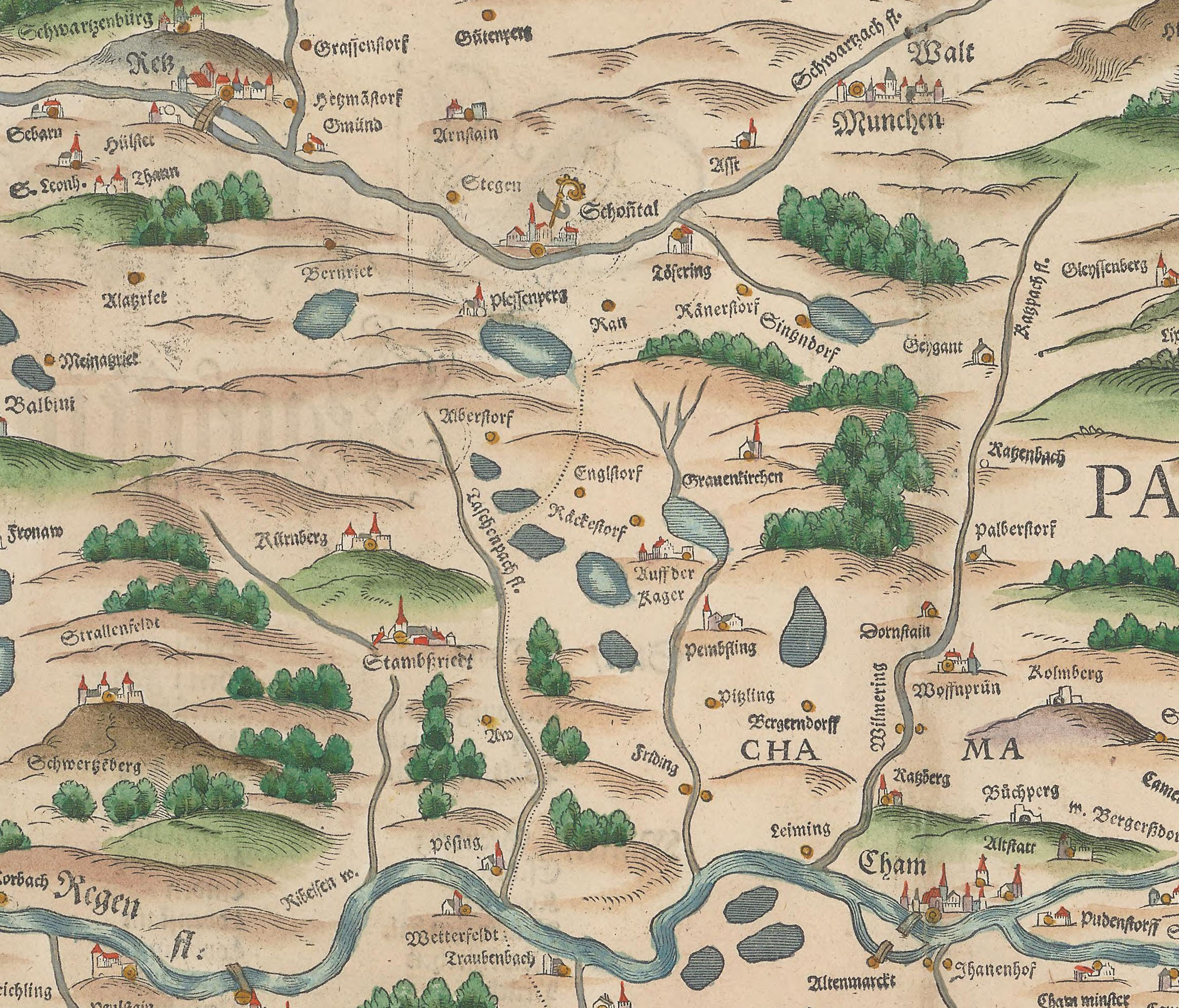
Darstein (Dornstain) auf der Apian-Karte von 1568

Darstein liegt 4 Kilometer nördlich von Waffenbrunn zwischen der Staatsstraße 2146 und der Bundesstraße 22 mit jeweils 2 Kilometern Abstand zu diesen Straßen. Westlich von Darstein entspringt der Himmelmühlbach, der nach Südosten fließt und südlich der Schnabelmühle in den Katzbach mündet. Darstein liegt auf dem Nordwesthang des 651 Meter hohen Kirchbühls. Auf einem südwestlichen Nebengipfel stand die Burg Darstein, auf die Darstein zurückgeht. Heute steht dort noch die ehemalige Burgkapelle.

## Geschichte
Darstein (auch: Donnerstein, Donaerstein, Dornstain, Darnstein) liegt auf dem Nordrand der Cham-Further Senke, die sowohl als Handelsstraße als auch als militärischer Aufmarschraum seit frühester Zeit Bedeutung hatte. Sie war zunächst im Besitz der Merowinger, dann der Agilolfinger. Nach Absetzung von Tassilo III. im Jahr 788 folgte den Agilolfingern das ostfränkische Königtum und im 10. Jahrhundert das deutsche Königtum. Damit wurde das Gebiet der Cham-Further Senke zum Königsland, dem Campriche. Dort wurde eine neue wehrpolitische Organisation geschaffen, die ein Gegengewicht zum böhmischen Chodenwesen darstellte. Besondere Bedeutung hatte in diesem Zusammenhang die Burg Cham. Im 11. Jahrhundert entstand zur weiteren militärischen Befestigung des Grenzlandes rund um die Burg Cham ein dichtes Befestigungsnetz weiterer Burgen. Zu diesen Burgen gehörte auch die Burg Darstein. Die Inhaber der Burgen waren Ministerialen der Markgrafen von Cham.
Die Burg Darstein war ab 1300 Sitz des Rittergeschlechts der Donnersteiner. Konrad, der alte Donnersteiner und seine Söhne mit ihrer Burg Darstein bekannten sich 1332 als Eigenleute des Pfalzgrafen Heinrich des Jüngeren und verpflichteten sich, ihm vier Jahre zu dienen. 1391 versprach Protwitz Donnersteiner auf Befehl des Pfalzgrafen Rupprecht den Kasten auf dem Darstein abzubrechen und ihn im Burghof aufzubauen, um die Burg besser zu befestigen.
1413 wurde „Ruprecht Donnersteiner zum Darstein“ erwähnt, als er in einem Streit um den Nachlass des Pemflingers dessen Besitz erhielt, ausgenommen das Dorf Kager, welches zum Erzbistum Bamberg kam. 1444 erhielten die Donnersteiner Besitz in der Hofmark Pemfling und in Grafenkirchen. 1454 verkauften Christoph Wartberger und Wilhelm Türlinger im Thierlstein ein Viertel ihres Besitzes in Waffenbrunn an die Brüder Konrad und Stephan zum Darstein. In der Landtafel von 1488 wurden „Wilhelm Pretschleiffer“ und „Wolfgang Schönsteiner“ als Inhaber des Darsteins aufgeführt. Die Witwe Stephans des Donnersteiners war bis 1493 Alleininhaberin von Waffenbrunn.
1503 ging das Rittergut Darstein an Gabriel von Parsberg. Im letzten Viertel des 16. Jahrhunderts verkaufte Andreas Georg von Murach den halben Darstein an Hans Christoph Fuchs. Im Steuerbuch von 1590 wurde Darstein als zum Besitz der Familie Fuchs gehörend unter der Hofmark Kager aufgeführt. Hans Christoph Fuchs verkaufte seinen Anteil am Darstein 1615 an Hans Georg von Marolding. Anfang des 17. Jahrhunderts gelang es Georg Adam von Sparnberg Waffenbrunn und Darstein als Besitz zu gewinnen. Sein Erbe wurde Hans Heinrich Nothafft zu Wiesenfelden.
In den Landtafeln von 1419, 1488, 1503, 1543, 1558, 1577 und 1600 wurde Darstein als „Hofmark“ und „Landsassengut“ aufgeführt. Im 17. Jahrhundert verlor die Hofmark Darstein ihre Selbständigkeit.
1600 wurde Darstein zum letzten Mal als eigene Hofmark erwähnt. Bereits in den Steuerbüchern von 1577 und 1590 wurde es als zur Hofmark Waffenbrunn zugehörig aufgeführt. 1651 wurde Darstein als  „eine längst verfallene unbewohnte Feste“ beschrieben.
1752 gehörte Darstein zum Hinteren Amt des Gerichtes Cham. Darstein hatte 7 Anwesen.
1808 wurde die Verordnung über das allgemeine Steuerprovisorium erlassen. Mit ihr wurde das Steuerwesen in Bayern neu geordnet und es wurden Steuerdistrikte gebildet. Dabei kam Darstein zum Steuerdistrikt Obernried. 
Dieses bestand aus den Ortschaften Obernried, Darstein, Himmelmühle, Kuglhof, Thonberg. 1821 wurden im Landgericht Cham Gemeinden gebildet. Dabei wurde Obernried eine landgerichtsunmittelbare Gemeinde und mit dem Steuerdistrikt Obernried identisch. Ab 1867 gehörten zur Gemeinde Obernried die Orte Darstein, Himmelberg, Himmelmühle, Klinglmühle, Kuglhof, Obernried, Sonnhof und Thonberg.
Bei der Gebietsreform in Bayern wurde 1972 die Gemeinde Obernried in die Gemeinde Waffenbrunn eingemeindet.
Darstein gehörte zunächst zur Pfarrei Pemfling. 1922 wurde es in die Pfarrkuratie St. Laurentius Grafenkirchen umgepfarrt. 1997 hatte Darstein 22 Katholiken.

## Einwohnerentwicklung ab 1838
| Jahr | Einwohner | Gebäude |
| ---- | --------- | ------- |
| 1838 | 59        | 8       |
| 1861 | 48        | 26      |
| 1871 | 46        | 24      |
| 1885 | 41        | 9       |
| 1900 | 33        | 9       |
| 1913 | 48        | 8       |

| Jahr | Einwohner | Gebäude |
| ---- | --------- | ------- |
| 1925 | 42        | 7       |
| 1950 | 43        | 7       |
| 1961 | 34        | 7       |
| 1970 | 36        | k. A.   |
| 1987 | 27        | 7       |
| 2011 | 19        | k. A.   |

## Denkmalschutz
Auf dem Berg südöstlich von Darstein befindet sich der Burgstall der ehemaligen Burg Darstein mit der katholischen Kirche St. Johann Baptist. Sie ist eine Saalkirche, ein abgewalmter Satteldachbau mit Flankenturm und Zwiebelhaube. Es handelt sich um die ehemalige Burgkapelle, erbaut 1666. Sie wurde im 18. Jahrhundert erneuert und steht unter Denkmalschutz mit der Denkmalnummer D-3-72-168-13.
Die Umgebung der katholischen Kirche St. Johann Baptist ist als Bodendenkmal mit der Denkmalnummer D-3-6741-0016 ausgewiesen. Dort stand die Burg Darstein.